# Гіллкрест (Іллінойс)
Гіллкрест (англ. Hillcrest) — селище (англ. village) в США, в окрузі Оґл штату Іллінойс. Населення — 1224 особи (2020).

## Географія
Гіллкрест розташований за координатами 41°58′6″ пн. ш. 89°3′52″ зх. д. / 41.96833° пн. ш. 89.06444° зх. д. (41.968224, -89.064583).  За даними Бюро перепису населення США в 2010 році селище мало площу 8,19 км², уся площа — суходіл.

## Демографія
Згідно з переписом 2010 року, у селищі мешкало 1326 осіб у 411 домогосподарстві у складі 336 родин. Густота населення становила 162 особи/км².  Було 422 помешкання (52/км²).
Расовий склад населення:
| - 79,9 % — білих - 0,6 % — чорних або афроамериканців - 0,2 % — корінних американців - 0,2 % — азіатів - 17,0 % — осіб інших рас |

До двох чи більше рас належало 2,1 %. Частка іспаномовних становила 28,7 % від усіх жителів.
За віковим діапазоном населення розподілялося таким чином: 31,0 % — особи молодші 18 років, 60,9 % — особи у віці 18—64 років, 8,1 % — особи у віці 65 років та старші. Медіана віку мешканця становила 34,4 року. На 100 осіб жіночої статі у селищі припадало 101,2 чоловіків;  на 100 жінок у віці від 18 років та старших — 100,2 чоловіків також старших 18 років.
Середній дохід на одне домашнє господарство  становив 66 923 долари США (медіана — 61 364), а середній дохід на одну сім'ю — 69 273 долари (медіана — 65 000). Медіана доходів становила 50 208 доларів для чоловіків та 32 500 доларів для жінок. За межею бідності перебувало 8,5 % осіб, у тому числі 14,1 % дітей у віці до 18 років та 3,0 % осіб у віці 65 років та старших.
Цивільне працевлаштоване населення становило 568 осіб. Основні галузі зайнятості: освіта, охорона здоров'я та соціальна допомога — 24,3 %, виробництво — 15,8 %, мистецтво, розваги та відпочинок — 11,3 %, транспорт — 9,9 %.